# Armoriale sforzesco
Questo articolo presenta gli stemmi adottati nel corso del tempo dalla famiglia Sforza, duchi di Milano.

Colombina impresa creata da Francesco Petrarca, comune sia agli Sforza che ai Visconti

## Armi degli Sforza

### Stemma originario
| Stemma | Periodo            | Blasonatura |
| ------ | ------------------ | --- |
|        | a partire dal 1401 | Stemma di Muzio Attendolo Sforza, per concessione dell'imperatore Roberto del Palatinato. D'azzurro, al leone d'oro, linguato di rosso, tenente con le zampe anteriori un ramo di cotogno, di verde, fruttato d'oro, di un pezzo. |

### Stemma ducale
| Stemma | Periodo            | Blasonatura |
| ------ | ------------------ | --- |
|        | a partire dal 1450 | Stemma dal 1395 di Gian Galeazzo Visconti, per concessione dell'imperatore Venceslao di Lussemburgo, a seguito dell'incoronazione a duca di Milano. Adottato dal 1450 dagli Sforza con Francesco, dopo il matrimonio con Bianca Maria Visconti. Inquartato: nel primo e nel quarto, d'oro all'aquila spiegata di nero, lampassata di rosso e coronata del campo; nel secondo e nel terzo, d'argento alla biscia ondeggiante in palo d'azzurro, coronata d'oro, ingolante un fanciullo di carnagione. |

## Imprese
Sono numerose le imprese create o adottate dagli Sforza durante il loro governo su Milano.

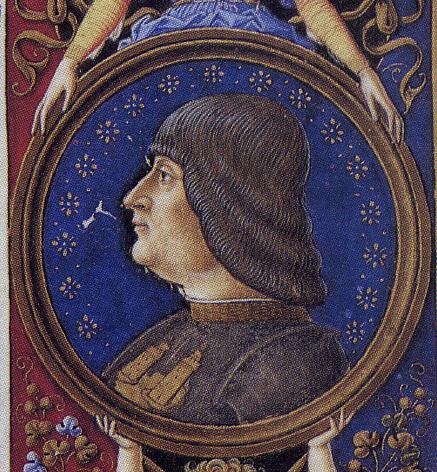
Miniatura di Ludovico il Moro dalla Sforziade, raffigurato con l'impresa dei Fanali di Genova sull'armatura.

- Lo scovino[3], una piccola scopa associata al motto merito et tempore[4], già utilizzata da Francesco I Sforza che la fece rappresentare insieme all'impresa del morso sulle monete coniate durante il suo governo. Fu forse quella a cui Ludovico Moro fu maggiormente affezionato. La si ritrova ancora oggi in diverse chiese, castelli e cascine sforzesche. Ludovico fece dipingere in una delle sale del Castello di Porta Giovia una rappresentazione allegorica dell'Italia nelle sembianze di una regina dal lungo abito dorato su cui erano raffigurati gli stemmi delle maggiori città italiane, affiancata da un giovanetto moro nell'atto di ripulirla con la scopetta; in altre rappresentazioni si associa un cartiglio che recita Italia io sono chiamata. Tale affresco è andato perduto ma sopravvive in un codice trivulziano[5]. In un'occasione l'ambasciatore fiorentino domandò al Moro il significato di tale dipinto ed egli rispose "la donna è l’Italia, io sono lo scudiero, la scopetta è per nettar l’Italia d’ogni bruttura”[6] ovvero la sua intenzione di porsi quale arbitro dei destini politici degli stati italiani.[2]Scovino Sforzesco

Scovino Sforzesco

- Il morso[7] associato al motto in tedesco Ich vergies nicht[8], impresa inventata probabilmente da Gian Galeazzo Visconti tra il 1387 e il 1402 poi adottata da Francesco Sforza quindi dal Moro. Il morso per cavalli era associato alla virtù cardinale della temperanza, alla necessità di frenare l'impulsività e sposare la moderazione. Era talvolta associato alle briglie ad indicare la necessità di lasciare che il giudizio finale sia determinato dall'applicazione della legge.[2]

- I fanali[9], due alti fari separati da uno stretto tratto di mare in tempesta, associati al motto Tal trabalio mes places por tal thesaurus non perder[10]. Ci sono diverse possibili spiegazioni per questa impresa. Potrebbero rappresentare i fari di Genova, che più volte scelse la dedizione al Ducato di Milano e il cui controllo fu sempre difficoltoso per la signoria sforzesca. Più in generale indicherebbe la volontà di faticare durante la vita terrena per ottenere un tesoro più grande in cielo.[2]

- Il caduceo, il bastone alato attributo di Mercurio, attorno al quale si avvolgono due draghi alati rampanti e sormontato da un pileo alato, associato al motto ut iungar o ut iungor.[11] Simboleggiava la volontà di pace e benessere. Secondo la mitologia greca infatti il dio aveva scagliato tale bastone tra due serpi in lotta ristabilendone la pace. Dal giorno delle nozze di Ludovico con Beatrice d'Este, fu adottato a simboleggiare l'unione della loro coppia.[12][13]

- La colombina, adottata da Gian Galeazzo Visconti, associata al motto À bon droit[14] da Ludovico a rimarcare la legittimità del suo governo, messa in dubbio dalla morte sospetta del nipote Gian Galeazzo Maria.[2]
- Pare che Ludovico amasse il gelso (localmente moròn, termine dialettale dal latino morus), in quanto ultima pianta a metter le foglie e prima a dare il frutto[15] e che lo adottasse tra le numerose imprese ducali.[2]

## Note

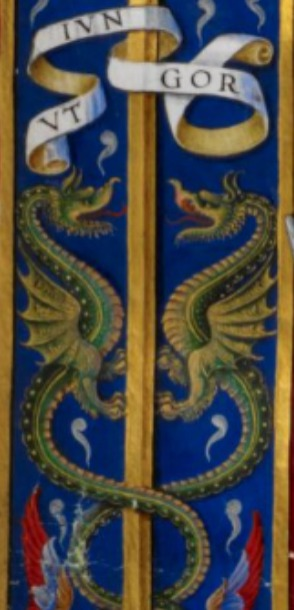
Il Caduceo col motto ut iungor (che io sia unito) nel diploma di donazione datato 28 gennaio 1494 col quale Ludovico infeuda la moglie di numerosi possedimenti. Conservato oggi alla British Library di Londra.